# Jack Ryan (szereplő)
Jack Ryan (teljes nevén idősebb dr. John Patrick Ryan, CPA, KCVO) („született” 1950. május 17.) Tom Clancy számos regényének főszereplője. Azokat a novellákat és filmeket, amelyekben Jack Ryan karaktere szerepel, gyűjtőnéven „Ryanverse” vagy magyarul „Ryanverzum” néven említik.

## Életrajza

### Háttere
Ryan hátterét a Férfias játékok és a Gonosz birodalma című regények rajzolják meg. 1950-ben született. Apja Emmet William Ryan (1922–1974), második világháborús veterán és a rendőrség hadnagya a gyilkossági csoportnál. Az idősebb Ryan az amerikai hadsereg 101. légi szállítású hadosztálynál szolgált az ardenneki offenzíva során. Anyja Catherine Burke Ryan (1923–1974) nővér volt.
Miután a marylandi Towsonban a Loyola középiskolában leérettségizett, Ryan a Bostoni Egyetemen tanult, ahol közgazdászként diplomázott (erős vonzalommal a történelem iránt) és hadnagy lett a tengerészgyalogságnál. Míg arra várt, hogy a tengerészgyalogság kijelölje állomáshelyét, könyvelői képesítést szerzett.
Az alapkiképzés után katonai karrierjét derékba törik 23 éves korában. Egy CH–46 Sea Knight helikopterrel lezuhan egy NATO-hadgyakorlat során a görögországi Kréta szigetén. Ryan háta súlyosan megsérül a balesetben. A haditengerészet sebészei a bethesdai tengerészeti kórházban nem tudták kielégítő kezelésben részesíteni. Ezért egy hosszabb gyógyulási folyamat után (amely alatt kis híján rászokott a fájdalomcsillapítókra) maradandó sérülései és a hátmerevítő-viselés kényszere miatt leszerel a tengerészgyalogságtól. Brókervizsgát tesz, és a Merrill Lynch Wall Street-i befektető cég baltimore-i irodájába kap állást. (A Vadászat a Vörös Októberre filmváltozata másként meséli a történetet: Joshua Painter admirális azt állítja, hogy Ryan az Egyesült Államok Haditengerészeti Akadémiájára járt – magyar fordításban a különböző fordítók a haditengerészet és a tengerészgyalogság nevét is rendszeresen keverik, bár ez a Clancy regények fordítására nem jellemző, ebben az esetben az angol változatban is eltér a film a könyvváltozattól – , és azt mondja, hogy „A harmadik év nyarán zuhant le helikopter balesetben. Szomorú. A pilóta és a legénység meghalt. A srác 10 hónapot töltött gipszben, és még egy évig tanult újra járni. A negyedik évét a kórházból végezte el.” A film nem követi a regények fonalát, amit általában mérvadónak szoktak tartani, nem kevésbé Ryan első találkozását James Greer admirálissal.)
A szülei egy repülőszerencsétlenségben haltak meg a chicagói Midway reptéren, mindössze 19 hónappal Jack krétai balesete után. Ezt követően örökké fél a repüléstől.

### Polgári pályafutása
Ryan története a Férfias játékokban kezdődött, majd a Gonosz birodalmában folytatódott. Miközben ügyfelek portfólióit rendezgette, egy belső tipp nyomán elkezdte saját pénzét is befektetni. Egyik nagybátyjától tudja meg, hogy a munkások átveszik a Chicago and North Western Railway vasúttársaságot. Ezzel az üzlettel mintegy hatmillió dolláros bevételre tett szert a kezdeti százezres befektetésével. Annyira jól teljesített, hogy a Merrill Lynch egyik alelnöke, Joe Muller Baltimore-ba utazik, hogy vele ebédeljen, és meghívja a New York-i központba. Ezen a vacsorán jelen volt Muller lánya, Caroline is, akit csak Cathynek becéznek. Ő akkor még csak végzős orvostanhallgató volt a Johns Hopkins Orvosi Egyetemen. Azonnal szerelembe estek, és eljegyezték egymást. Egyik este, miközben a menyasszonyával vacsorázott, Ryan a hátát fájlalva összeesett. Cathy azonnal Stanley Rabinowitz doktorhoz vitte kezelésre, aki a Johns Hopkins idegsebészeti professzora volt. Rabinowitz később megműtötte Jack hátát, viszonylag gyorsan megszabadítva ezzel krónikus hátfájásától. Ryan ezután kérvényezte, hogy szüntessék meg rokkantellátását. Cathy később a sebészet professzora és szemsebész lesz a Johns Hopkins Egyetem Wilmer Szemsebészeti Intézetében.
Miután vagyona elérte a nyolcmillió dollárt, négy év munkaviszony után Ryan otthagyta a céget, és a Georgetown Egyetemen ledoktorált történelemből. Egy rövid képzésen vett részt a Stratégiai és Nemzetközi Tanulmányok Központjában, majd elfogadott egy polgári státuszú történelemtanári állást az annapolisi Tengerészeti Akadémián, Marylandben.